# Chaat (cuisine)

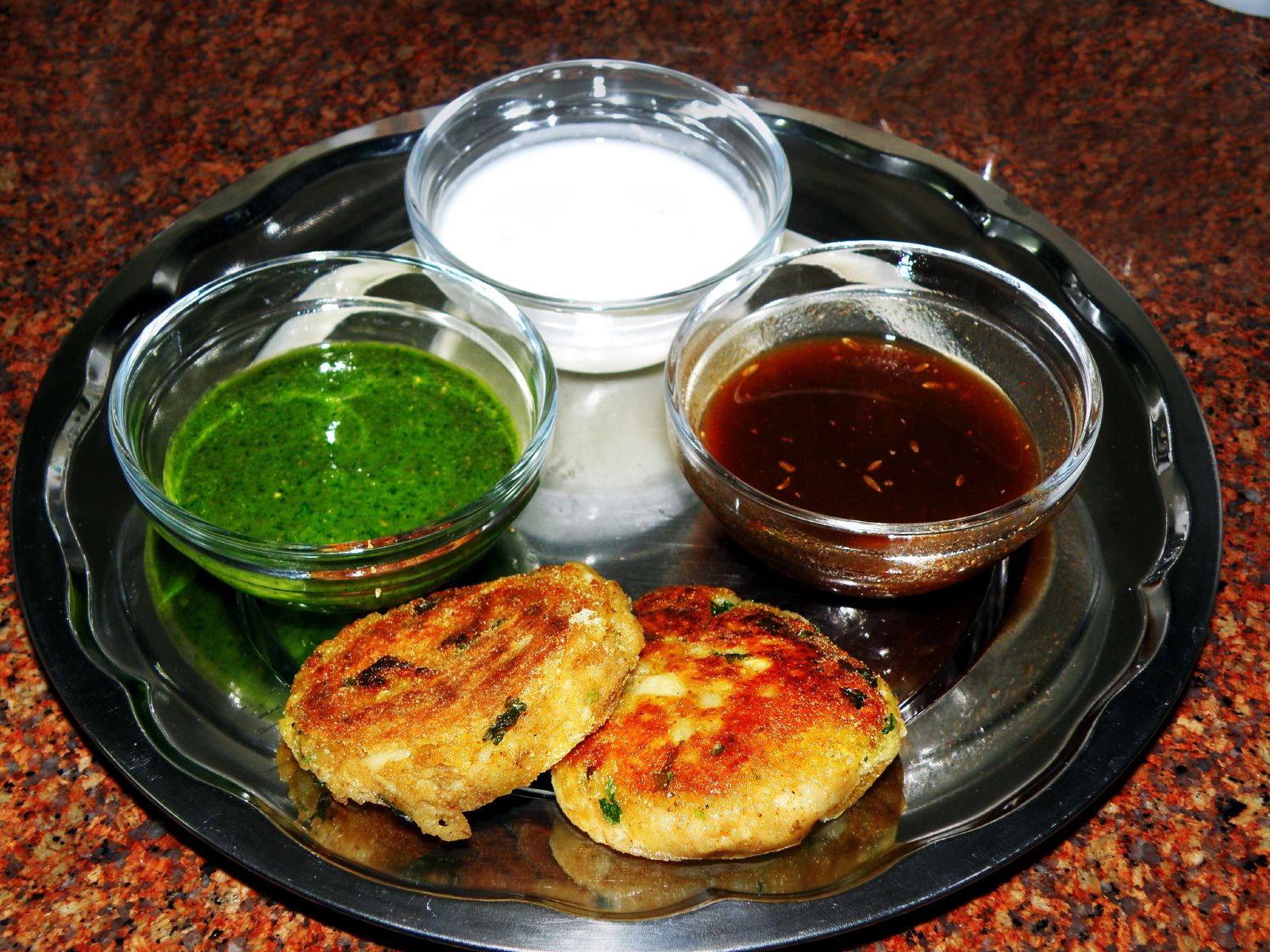
Aloo tikki servi avec du chutney de menthe et de coriandre (hari), du saunth chutney et du yaourt (dahi).

Le chaat (en hindi et népalais : चाट ; en ourdou et pendjabi : چاٹ) est un terme désignant un type d'en-cas salé, habituellement servi aux abords des routes sur des stands ou des chariots ambulants en Inde, au Pakistan, au Népal et au Bangladesh,.
Tirant ses origines dans l'état d'Uttar Pradesh, le chaat a gagné une immense popularité dans le reste de l'Asie du Sud. Le mot dérive des mots hindis, cāṭ, चाट (« dégustation », « gourmandise »), cāṭnā, चाटना (« lécher ») et du prakrit, चट्टेइ (« dévorer avec délectation », « manger bruyamment »).

## Aperçu

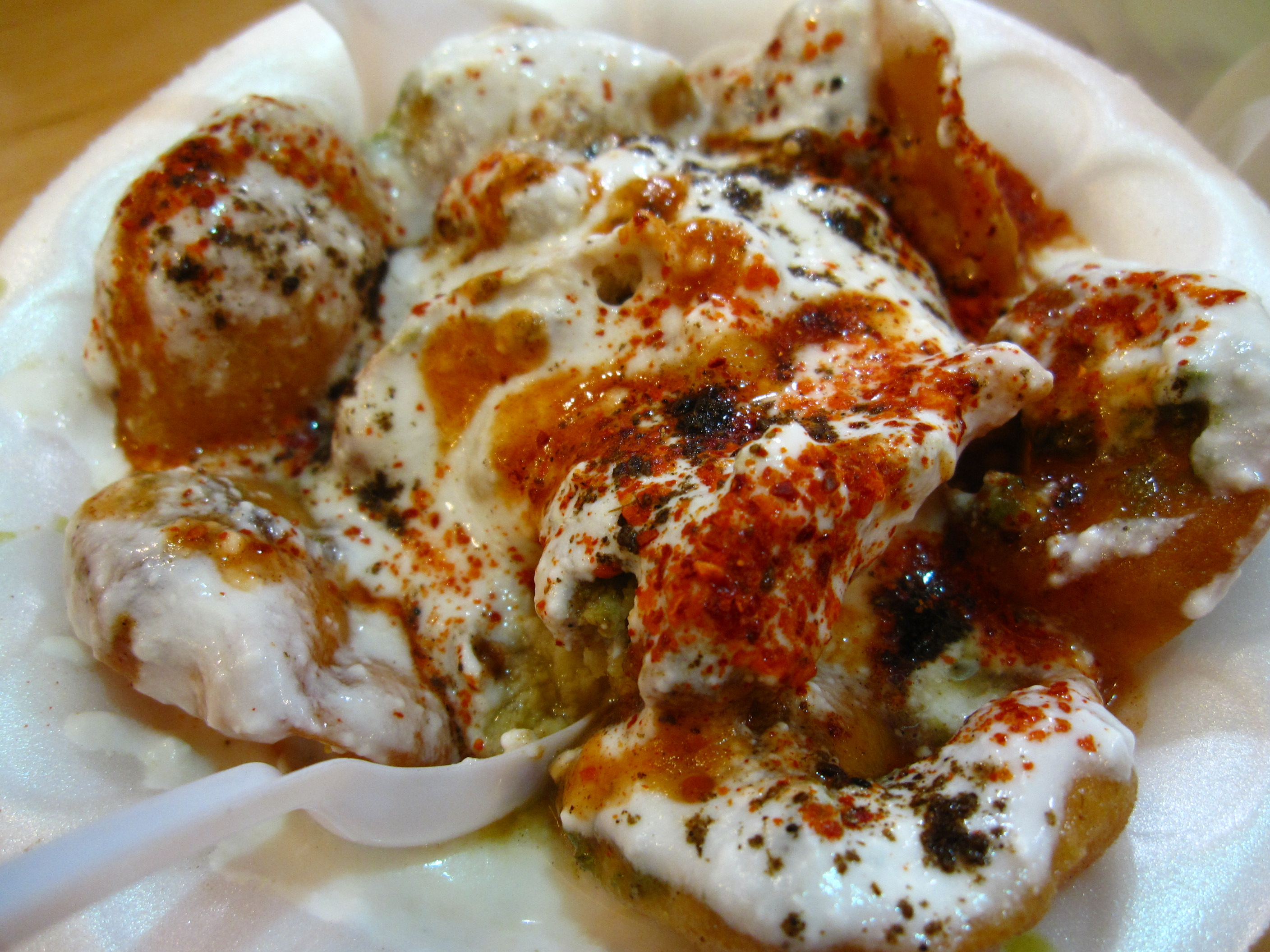
Delhi chaat avec du saunth chutney.

Les différents chaat contiennent tous, à la base, une pâte frite accompagnée de divers ingrédients. Le chaat originel était un mélange de morceaux de pommes de terre, de pain frit croustillant (vada ou bhalla), de pois chiches, d'épices piquantes avec une sauce aigre de piments et une autre de gingembre séché et de tamarin (saunth), de feuilles fraîches de coriandre et de yaourt pour la garniture, mais d'autres variantes populaires incluent des aloo tikki ou des samoussas (garnis d'oignons, de coriandre, d'épices piquantes et d'un trait de yaourt), de bhel puri, de dahi puri, de panipuri, de dahi vada, de papri chaat et de sev puri.
Les éléments communs parmi ces variantes sont le yaourt (dahi), les oignons émincés et la coriandre ; le sev (de fines nouilles jaunes séchées et salées) ; du chaat masala, contenant généralement de l'amchoor (de la poudre de mangue séchée), du cumin, du sel noir, de la coriandre, du gingembre séché, du sel, du poivre noir et du piment. Les ingrédients sont combinés et servis dans une petite assiette en métal ou une feuille de banane séchée façonnée en forme de bol.

## Histoire

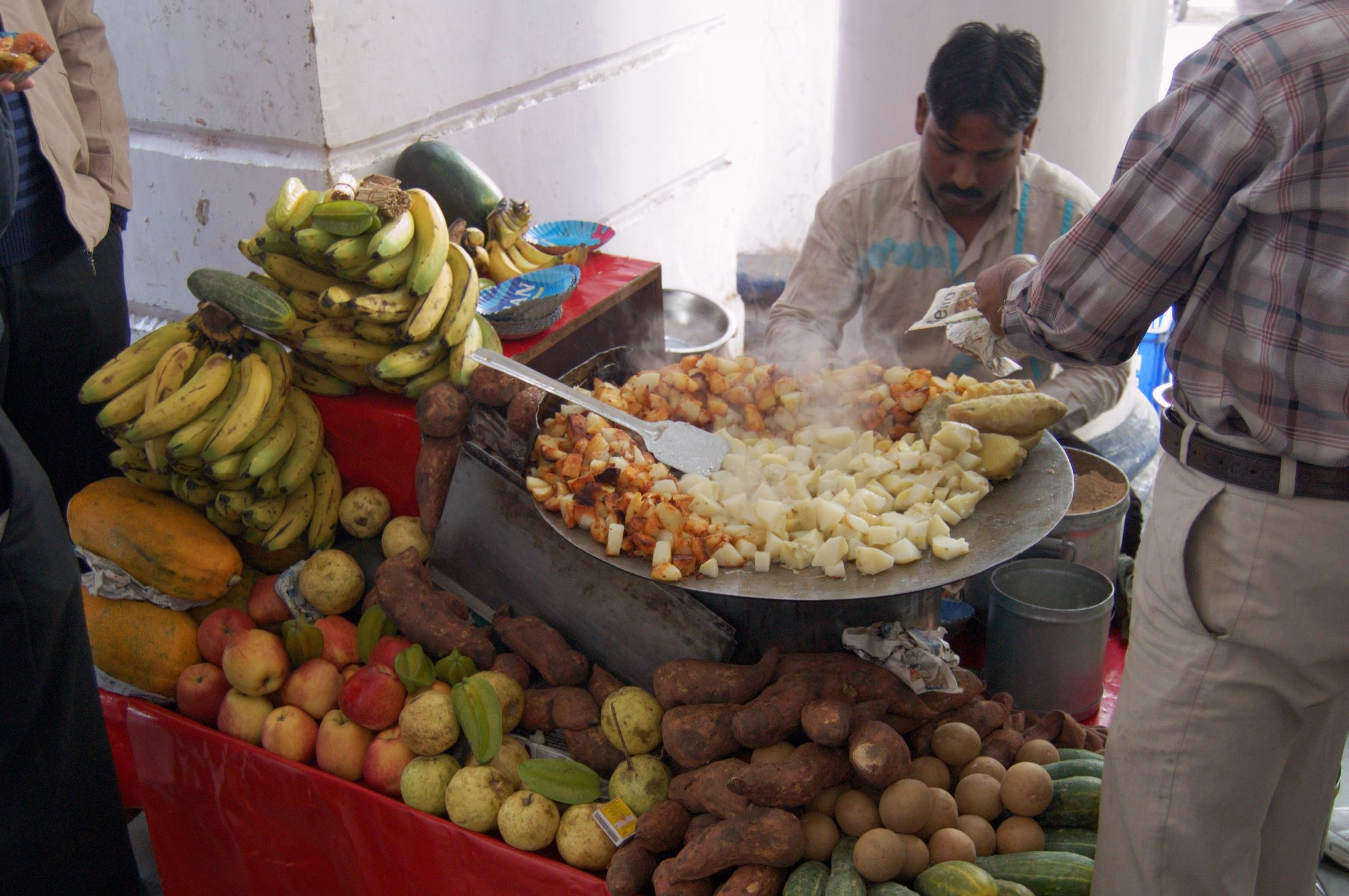
Vendeur de aloo chaat, Connaught Place, à New Delhi.

La plupart des chaat sont originaires de certaines régions de l'Uttar Pradesh en Inde mais sont désormais consommés à travers tout le sous-continent indien. Certains sont le résultat d'un syncrétisme culturel — par exemple, les pav bhaji (pains accompagnés d'une purée de légumes cuisinée) reflétant une influence portugaise sous la forme du petit pain, le bhel puri et le sev puri qui sont originaires de Bombay.

## Régions
Dans les villes où le chaat est populaire, il y a de célèbres établissements appelés dhabas, ou chaathouses, en anglais. Les chaat de Azamgarh, Bénarès, Agra, Meerut, Muzaffarnagar et Mathura sont connus à travers toute l'Inde. À Hyderabad, le chaat est principalement servi par des vendeurs de la région de Bihar et a un goût différent.

## Types dechaat

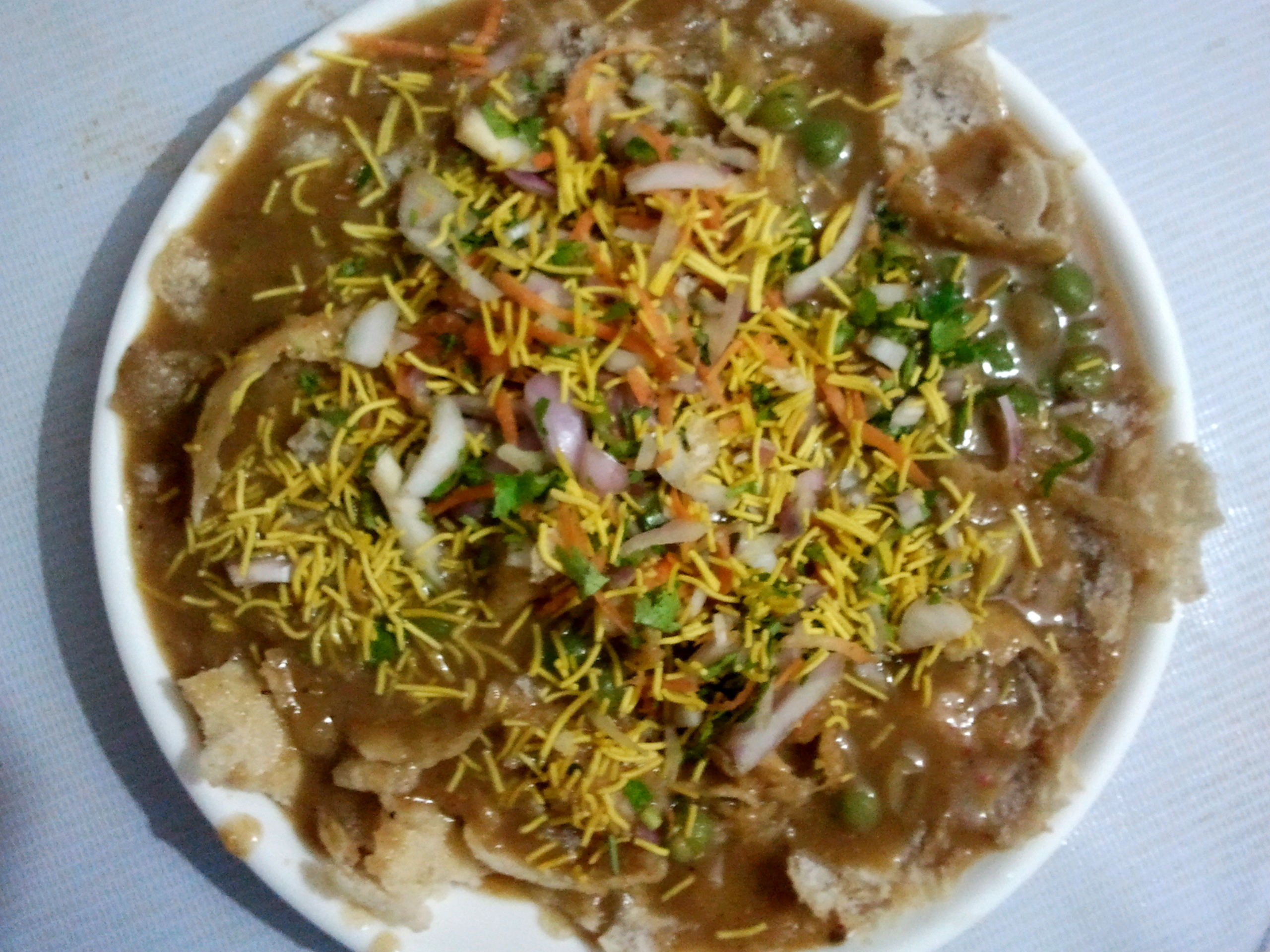
Une assiette de masala poori préparé par des vendeurs de rue sur des stands de chaat près de Bangalore.

- Il existe une grande variété de noms pour les chaat à base de puri. Il s'agit de petits pains frits croustillants dans lequel on peut verser du yaourt (dahi), des sauces parfumées (pani). On peut y saupoudrer du sev et les garnir d'un fromage appelé panir. Lorsque le petit pain est farci de lentilles, on parle de bedai.

- On sert sous la forme de chaat divers aliments dont des pommes de terre sautées (aloo chaat), de la betterave, des pois chiches (chana), des petits biscuits salés (papri), des samoussas.
- Les aliments frits sont un élément de choix pour les chaat. On utilise notamment des pakora à la farine de pois chiches ou des mangode aux haricots mungo, de petites galettes de pommes de terre (aloo tikki).
- Des petites brioches garnis de sauces curry (pav bhaji).